# Liam Ridgewell
Liam Ridgewell, né le 21 juillet 1984 à Londres, est un footballeur anglais. Il évolue au poste de défenseur.

## Biographie
Le 16 mai 2014 il est libéré de West Bromwich Albion puis le 25 juin il rejoint Portland Timbers en tant que joueur désigné.
Le 31 janvier 2019, il rejoint Hull.
Le 2 août 2019, il rejoint Southend United.

## Palmarès
- Birmingham City
  - Vainqueur de la Coupe de la Ligue d'Angleterre : 2011
- Portland de Timbers
  - MLS Cup en 2015